# Virkasenjärvi
Virkasenjärvi är en sjö i Pajala kommun i Norrbotten och ingår i Torneälvens huvudavrinningsområde. Sjön har en area på 0,0799 kvadratkilometer och ligger 194,3 meter över havet.

## Delavrinningsområde
Virkasenjärvi ingår i det delavrinningsområde (748844-179874) som SMHI kallar för Utloppet av Tuppijärvi. Medelhöjden är 210 meter över havet och ytan är 15,39 kvadratkilometer. Det finns inga avrinningsområden uppströms utan avrinningsområdet är högsta punkten. Siikajoki som avvattnar avrinningsområdet har biflödesordning 2, vilket innebär att vattnet flödar genom totalt 2 vattendrag innan det når havet efter 241 kilometer. Avrinningsområdet består mestadels av skog (42 procent) och sankmarker (49 procent). Avrinningsområdet har 0,94 kvadratkilometer vattenytor vilket ger det en sjöprocent på 6,1 procent.